# Podsavezna nogometna liga Rijeka 1960./61.
Podsavezna nogometna liga Rijeka (također i kao Riječka podsavezna liga, Liga Riječkog nogometnog podsaveza) je bila liga četvrtog stupnja nogometnog prvenstva Jugoslavije u sezoni 1960./61. 
 Sudjelovalo je ukupno 11 klubova, a prvak je bio "Nehaj" iz Senja. 

## Ljestvica
| mj. | klub                        | ut.      | pob.     | ner.     | por.     | gol+     | gol–     | bod      |
| --- | --------------------------- | -------- | -------- | -------- | -------- | -------- | -------- | -------- |
| 1.  | Nehaj Senj                  | 18       | 12       | 2        | 4        | 54       | 32       | 26       |
| 2.  | Crikvenica                  | 18       | 11       | 4        | 3        | 45       | 34       | 26       |
| 3.  | 3. Maj Rijeka               | 18       | 11       | 3        | 4        | 55       | 34       | 25       |
| 4.  | Opatija                     | 18       | 10       | 2        | 6        | 72       | 32       | 22       |
| 5.  | Pionir Rijeka               | 18       | 9        | 4        | 5        | 60       | 41       | 22       |
| 6.  | Borac Bakar                 | 18       | 7        | 2        | 9        | 52       | 45       | 16       |
| 7.  | Vinodol Novi Vinodolski     | 18       | 7        | 1        | 10       | 50       | 63       | 15       |
| 8.  | Željezničar Srpske Moravice | 18       | 4        | 4        | 10       | 41       | 62       | 12       |
| 9.  | Risnjak Lokve               | 18       | 3        | 3        | 12       | 31       | 56       | 9        |
| 10. | Primorje Krasica            | 18       | 2        | 3        | 13       | 36       | 78       | 7        |
|     | Vulkan Rijeka               | odustali | odustali | odustali | odustali | odustali | odustali | odustali |

- Srpske Moravice – tadašnji naziv za Moravice
- "Borac" iz Bakra početkom sezone zamijenio "Vulkan" iz Rijeke

## Rezultatska križaljka
| kratica | klub                        | 3MAJ | BOR | CRI | NEH | OPA | PIO | PRI | RIS | VIN | ŽELJ | VUL |
| --- | --------------------------- | ---- | --- | --- | --- | --- | --- | --- | --- | --- | ---- | --- |
| 3MAJ | 3. Maj Rijeka               |      |     |     |     |     |     |     |     |     |      |     |
| BOR | Borac Bakar                 |      |     |     |     |     |     |     |     |     |      |     |
| CRI | Crikvenica                  |      |     |     |     |     |     |     |     |     |      |     |
| NEH | Nehaj Senj                  |      |     |     |     |     |     |     |     |     |      |     |
| OPA | Opatija                     |      |     |     |     |     |     |     |     |     |      |     |
| PIO | Pionir Rijeka               |      |     |     |     |     |     |     |     |     |      |     |
| PRI | Primorje Krasica            |      |     |     |     |     |     |     |     |     |      |     |
| RIS | Risnjak Lokve               |      |     |     |     |     |     |     |     |     |      |     |
| VIN | Vinodol Novi Vinodolski     |      |     |     |     |     |     |     |     |     |      |     |
| ŽELJ | Željezničar Srpske Moravice |      |     |     |     |     |     |     |     |     |      |     |
| VUL | Vulkan Rijeka               |      |     |     |     |     |     |     |     |     |      |     |
| |                             |      |     |     |     |     |     |     |     |     |      |     |
| podebljan rezultat – utakmice od 1. do 13. kola (1. utakmica između klubova) rezultat normalne debljine – utakmice od 14. do 26. kola (2. utakmica između klubova) rezultat nakošen – nije vidljiv redoslijed odigravanja međusobnih utakmica iz dostupnih izvora rezultat smanjen * – iz dostupnih izvora nije uočljiv domaćin susreta prekrižen rezultat – poništena ili brisana utakmica p – utakmica prekinuta 3:0 p.f. / 0:3 p.f. – rezultat 3:0 bez borbe |                             |      |     |     |     |     |     |     |     |     |      |     |

 Izvori:

## Unutrašnje poveznice
- Zona Rijeka – Pula 1960./61.
- Podsavezna liga Pula 1960./61.
- Gradsko-kotarska liga Rijeka 1960./61.